# Jucutácato
Jucutácato es una localidad del estado mexicano de Michoacán. Es parte del municipio de Uruapan.

## Demografía
| Gráfica de evolución demográfica |
|                                  |

| Censo | Población |
| ----- | --------- |
| 1900  | 451       |
| 1910  | 457       |
| 1921  | 357       |
| 1930  | 459       |
| 1940  | 509       |
| 1950  | 550       |
| 1960  | 631       |
| 1970  | 799       |
| 1980  | 830       |
| 1990  | 100       |
| 2000  | 1368      |
| 2010  | 1442      |
| 2020  | 1753      |